# Esemény (filozófia)
Az események olyan dolgok, melyek történnek – mint a születések, robbanások, házasságkötések, autóbalesetek. Ami ezekben közös, hogy adott időben és adott helyen mennek végbe, és legtöbbször változással járnak. Az 1970-es évek elejétől számos, az eseményekkel foglalkozó elmélet látott napvilágot.

## Partikulárék vagy univerzálék, absztrakt vagy konkrét entitások?
Az eseményekkel kapcsolatos elméletek többsége úgy véli, az események partikulárék. Hogy konkrét vagy absztrakt entitások-e, az vita tárgya, mivel ha konkrét entitásokon térben és időben létező entitásokat, absztrakton pedig téren és időn kívülieket értünk, akkor az események az előbbiekhez tartoznak, hisz az események térben és időben mennek végbe. Ugyanakkor, ha konkrét entitásokon olyan entitást értünk, melyekből egy időben és egy helyen csupán egyetlenegy mehet végbe, absztrakton pedig olyat, melyből egy időben és egy helyen egyszerre több is lehet, akkor azt kell mondani, hogy e tekintetben nincs tökéletes egyetértés a filozófusok közt. Vannak olyan filozófusok, például Willard van Orman Quine, aki szerint két esemény nem foglalhatja el ugyanazt a zónát egy időben, tehát egy helyen és egy időben csupán egyetlen esemény történhet, és vannak, akik szerint egy időben egy helyen egyszerre több esemény is végbemehet, így véli például Jaegwon Kim.
Az egyetlen ismert filozófus, aki az eseményeket univerzálénak tekinti, Roderick Chisholm.

## Az oksági elmélet
Donald Davidson azt állítja, hogy az eseményeket oksági tulajdonságaik alapján individuáljuk. Tehát egy esemény nem más, mint a világban levő oksági folyamatokban meghatározott szerepet betöltő entitás – „… az okok egyedi események, az oksági viszonyok pedig események között állnak fenn.” Donald Davidson szerint az okság események, mint konkrét partikulárék között fennálló metafizikailag primitív reláció, és mivel csupán extrinzikus, azaz relációs tulajdonságai alapján individuálja az eseményeket, így ez maga után vonja, hogy szerinte az események irreducibilis, primitív entitások, melyek nem rendelkeznek belső, strukturált szerkezettel.
Az események okai és okozatai is lehetnek más eseményeknek, és azonosság-feltétele szerint két esemény akkor és csak akkor azonos, ha ugyanazok az okaik és okozataik, azaz e1 és e2 esemény akkor és csak akkor azonosak, ha e1-nek, és e2-nek ugyanazok az okai és ugyanazok a hatásai.
Az oksági elmélettel szemben felhozható az az ellenvetés, hogy mivel az oksági elmélet szerint e1 és e2 esemény csak akkor azonosak, ha e1-nek és e2-nek ugyanazok az okai. e1-nek és e2-nek azonban az oksági elmélet szerint csak akkor ugyanazok az okai (melyek események), ha ezen okoknak (mint eseményeknek) ugyanazok a hatásai. E hatások azonban nem mások, mint e1 és e2. Visszaértünk a kiindulóponthoz. Tehát az elmélet körbenforgó.
Az elmélet oly módon is támadható, hogy ha azt mondjuk, egy eseményt kizárólag okai és okozatai individuálnak, akkor ez azt jelenti, hogy egy eseményt mindig más eseményhez való viszonya határoz meg. Tehát egy esemény létezése mindig más esemény létezésétől függ, és ez azt vonja maga után, hogy egyáltalán nincsenek izolált események, hisz minden eseményt egy másik esemény okoz, minden esemény egy másik eseményt okoz, tehát e szerint a nézet szerint egyáltalán nincs olyan esemény, melyet semmi nem okoz és mely semmit nem okoz.

## A téridő-régió elmélet
Quine nézete szerint az események konkrét entitások, - hiszen térben és időben mennek végbe - melyekből egy időben egy helyen csak egyetlenegy lehet, két esemény nem foglalhatja el ugyanazt a zónát egy időben. Quine szerint az események meghatározott téridő-régiók, nincsenek is egyéb tulajdonságaik, mint térbeli és időbeli tulajdonságaik, hisz kizárólag az határozza meg őket, hogy hol és mikor történnek.
Az oksági elmélethez hasonlóan ez is azt állítja, hogy egy eseményt kizárólag relációs tulajdonságai határozzák meg, így nem rendelkezik belső, ontológiai szerkezettel. Ez nem azt jelenti persze, hogy ne rendelkezne bizonyos részekkel, hiszen temporális részei nyilvánvalóan vannak, meg tudjuk különböztetni egy esemény korábbi vagy későbbi részeit.
A téridő-régió elmélet hívei szerint a fizikai tárgyak nem különböznek az eseményektől, hisz mindkettőből egy időben egy helyen csupán egy létezhet.
Több ellenvetés is felhozható az elmélettel szemben, például az elmélet olyan esetben is egyetlen eseményt azonosít, amikor intuíciónk szerint több esemény is történt. Ez az elmélet azonosság-feltételéből következik, hisz Quine azt mondja, két esemény akkor és csak akkor azonos, ha ugyanabban a téridő-régióban történnek, továbbá e1 és e2 esemény azonos, ha e1 és e2 koincidál.
Myles Brand ezt azzal egészíti ki, hogy e1 és e2 akkor azonosak, ha e1 és e2 szükségképpen koincidálnak.  Ez pedig azt jelenti, hogy Brand Quine-nal ellentétben megengedi, hogy egy helyen egy időben több esemény is bekövetkezzen.

## A tulajdonságexemplifikáció elmélet
Kim az eseményeket tulajdonság exemplifikációnak, vagy strukturált egészeknek is nevezi. Az esemény terminust szélesebb értelemben használja, úgy véli, nem csak a változásokra, hanem az állapotokra, körülményekre, és általában minden eventualitásra is referálhatunk vele.  A korábbi elméletekkel ellentétben Kim komplex belső struktúrát tulajdonít az eseményeknek, egy esemény (vagy egy állapot) egy olyan struktúra, mely szubsztanciák tetszőleges elemű halmazából, egy tetszőleges kapcsolatszámú relációs tulajdonságból és egy adott időből áll.  Elmélete szerint minden egyes eseménynek három egyedi összetevője van: egy szubsztancia (az eseményt alkotó, vagyis a konstitutív tárgy), egy tulajdonság, amit a szubsztancia exemplifikál (a konstitutív tulajdonság vagy más néven általános, azaz generikus esemény ) és egy idő. Kim a tulajdonságok metafizikai státusával nem foglalkozik, nem tér rá ki, hogy a tulajdonságok univerzálék, halmazok, vagy trópusok lennének-e. A tulajdonság fogalmát semleges értelemben használja.
Egy esemény tehát ezen három alkotóelem egésze, és az események általános jelölésére a következőt, illetve ennek variánsait használja: [x,P,t]. Elméletének alapvető jellegzetessége, hogy azt mondja, minden eseménynek van egy kivételes téridő-régióbeli helyzete, s annak térbeli helyzete megegyezik x kontingens szubsztancia térbeli helyzetével t-ben, és annak időbeli helyzete t. Kim kihangsúlyozza, hogy ez a tény lehetővé teszi, hogy az eseményeket a partikulárék osztályába soroljuk.
A létezési feltétel a következő: 
Esemény [x,P,t] akkor létezik, ha x szubsztancia P tulajdonságot  birtokolja t időben.  
Az azonossági feltétel szerint: 
```
 
[x,P,t]=[y,Q,t']
```

akkor, ha x=y, P=Q és t=t', azaz az események abban az esetben azonosak, ha ugyanazokkal a konstitutív tárggyal és tulajdonsággal rendelkeznek, és azonos időben történnek.
A tulajdonságexemplifikáció elmélettel szemben felhozható, hogy túl finoman tagolja az eseményeket. Kim elméletével az az egyik legfőbb baj, hogy olyan eseményeket is különbözőnek tekint, melyek intuíciónk szerint azonosak. Jonathan Bennett szerint Kim összemossa az eseményeket és tényeket, a tényekre történő hivatkozást az események azonosításaként értelmezi.
Kim létezési feltételével szemben pedig felhozható a szubjektum nélküli és a változás nélküli események problémája.